# Церква святого преподобного Іова Почаївського (Тернопіль)
Церква святого преподобного Іова Почаївського — парафія і храм Благочиння міста Тернополя Тернопільської єпархії Православної церкви України в місті Тернополі.

## Історія церкви
У 1991 році дружина священника Олександра Качмаря, важко захворівши, зцілилася після кількох візитів до мощей святого преподобного Іова Почаївського. На знак вдячності подружжя вирішило збудувати храм на вулиці Патріарха Любомира Гузара. Камінь для будівництва освятили священники Олександр Качмар та Дмитро Лисак.
У грудні 2002 року митрополит Тернопільський і Бучацький Василій освятив новозбудовану церкву на честь святого преподобного Іова Почаївського.
У 2009 році на Різдво Христове розп'яття Ісуса Христа замироточило.
На Хрещення Господнє замироточила ікона Іова Почаївського. З того часу багато вірян, що молилися в храмі, отримали зцілення.
У 2010 році інша ікона Іова Почаївського самовідновилася.
За кошти депутата міськради М. Ратушняка було проведено ремонт церкви. При храмі діє Духовно-просвітницький центр імені Івана Мазепи.

## Парохи
- о. Олександр Качмар (з 2002).